# Горохово (озеро, Псковская область)
 Горо́хово или Горо́ховое — озеро в Бережанской волости Островского района Псковской области, к югу от города Остров.
Площадь — 2,8 км² (282 га, с островами — 2,88 км²). Максимальная глубина — 10,0 м, средняя глубина — 5,0 м.
На берегу озера расположены: Спортивно-оздоровительный центр «Юность» по подготовке лыжников-гонщиков и биатлонистов общероссийского уровня, а также санаторий «Гороховое озеро» и населённые пункты (деревни) Гороховое Озеро и Смоленка.
Глухое. Относится к бассейну реки Великая.
Тип озера плотвично-окуневый. Массовые виды рыб: щука, окунь, плотва, ерш, карась, линь, язь, вьюн; а также раки (единично).
Для озера характерны: крутые, низкие и отлогие берега, частью заболочены, песчано-илистое дно, в литорали — песок, заиленный песок, ил, в профундали — ил и заиленный песок. В последние годы наблюдается повышение уровня воды и подтопления берегов.